# FC Rustavi Metallurgist
FC Rustavi Metallurgist je gruzínský fotbalový klub z města Rustavi (vzdáleného asi 25 km od metropole Tbilisi). Vznikl roku 2006 sloučením klubů FC Tbilisi (původním názvem Merani-91 Tbilisi) a Olimpi Tbilisi. Vznikl tak klub jménem Olimpi Rustavi, roku 2011 byl však přejmenován na Metalurgi Rustavi. Dvakrát se stal mistrem Gruzie (2006–07, 2009–10).

## Výsledky v evropských pohárech
| Sezóna  | Soutěž | Kolo  |                 | Soupeř            | Skóre    |
| ------- | ------ | ----- | --------------- | ----------------- | -------- |
| 2007–08 | LM     | 1.př. | Kazachstán      | FC Astana         | 0–0, 0–3 |
| 2009–10 | EL     | 1.př. | Faerské ostrovy | B36 Tórshavn      | 2–0, 2–0 |
| 2009–10 | EL     | 2.př. | Polsko          | Legia Varšava     | 0–3, 0–1 |
| 2010–11 | LM     | 2.př. | Kazachstán      | FC Aktobe         | 0–2, 1–1 |
| 2011–12 | EL     | 1.př. | Arménie         | FC Banants        | 1–0,1–1  |
| 2011–12 | EL     | 2.př. | Kazachstán      | Irtyš Pavlodar FK | 1–1, 2–0 |
| 2011–12 | EL     | 3.př. | Francie         | Stade Rennais FC  | 2-5, 0-2 |